# Odisha Masters
Das Odisha Masters ist eine offene internationale Meisterschaft von Indien im Badminton. Die Titelkämpfe fanden erstmals 2022 in Cuttack statt.

## Die Sieger
| Saison | Herreneinzel                  | Dameneinzel    | Herrendoppel                      | Damendoppel                                    | Mixed                         |
| ------ | ----------------------------- | -------------- | --------------------------------- | ---------------------------------------------- | ----------------------------- |
| 2022   | Kiran George                  | Unnati Hooda   | Nur Mohd Azriyn Ayub Lim Khim Wah | Treesa Jolly Gayathri Gopichand                | Sachin Dias Thilini Pramodika |
| 2023   | Sathish Kumar Karunakaran     | Nozomi Okuhara | Lin Bing-wei Su Ching-heng        | Meilysa Trias Puspitasari Rachel Allessya Rose | Dhruv Kapila Tanisha Crasto   |
| 2024   | Rithvik Sanjeevi Satish Kumar | Cai Yanyan     | Huang Di Liu Yang                 | Nanako Hara Riko Kiyose                        | Gao Jia Xuan Tang Ruizhi      |